# Гробниця Менекрата
Гробниця Менекрата або Пам'ятник Менекрата — кенотаф стародавнього періоду в місті Керкіра на острові Керкіра (Корфу), Греція, побудований близько 600 р. до н. е. в древньому місті Коркіра (або Корцира).

## Віднайденя
Гробниця та похоронна скульптура лева були виявлені в 1843 році під час робіт, які здійснювала британська армія, щодо знесення фортеці венеційської епохи на місці пагорба Гаріца.
Скульптура датується кінцем сьомого століття до нашої ери і є одним з найбільш ранніх похоронних левів, коли-небудь знайдених. Гробниця та скульптура були знайдені в районі, що входив до некрополя стародавньої Коркири, який був виявлений британською армією в той час. Згідно з давньогрецьким написом, знайденим на могилі, гробниця є пам'ятником, побудованим стародавніми коркирейцями на честь їхніх проектона (посла) Менекрата, сина Тласія, з Ойантеї. Менекрат був послом давньої Коркири в Оянтеії (сучасна Галаксида) або Озолійському Локрісі, і він загинув у морі, можливо, в морському бою. Напис також згадує, що Праксимен, брат Менекрата, приїхав з Ойантеї, щоб допомогти людям Коркири у будівництві пам'ятника своєму брату.

## Архітектура
І гробниця, і скульптура зроблені з місцевого вапняка. Гробниця циліндрична з конічним дахом. Циліндрична частина складається з п'яти кільцевих кілець (або куполів), виготовлених з каменів однакової товщини із ізодомічною конструкцією. Конічна кришка гробниці схожа на оригінальну (яка зникла), і на ній зображені камені, що розходяться як промені від центрального прямокутного каменю вгорі. Пам'ятник має висоту 1,4 м та діаметр 4,7–4,9 м (15–16 футів). Гробниця є значно кращим прикладом похоронної архітектури, ніж наявні на той час гробниці примітивних форм.
Завдяки м'якості каменів пам'ятник виявляє ознаки значного вивітрювання та ерозії. Точніше гробниця датується 570—540 рр. до н. е. У Греції є лише два подібні пам'ятки, друга — це недатований пам'ятник Клеобулу на Родосі.

## Напис
На гробниці є давній напис. Він зроблений дактильним гекзаметром і написаний з використанням коринфської абетки справа наліво. Він починається з позначки ромба, на ньому є сліди пунктуаційних знаків. Стиль напису дуже ранній, про що свідчить використання дигами Ϝ. Напис є одним із найстаріших існуючих у Греції. Особливість напису в тому, що, хоча він є дорійським діалектом грецької мови, дієслово «πονηθη» є в іонічному діалекті грецької мови, а належна дорійська форма повинна була бути «ποναθη». Існує теорія, що, хоча авторами напису були дорійці, напис на могилі, мабуть, був вигравіюваний іонійцем.
Напис виглядає так:

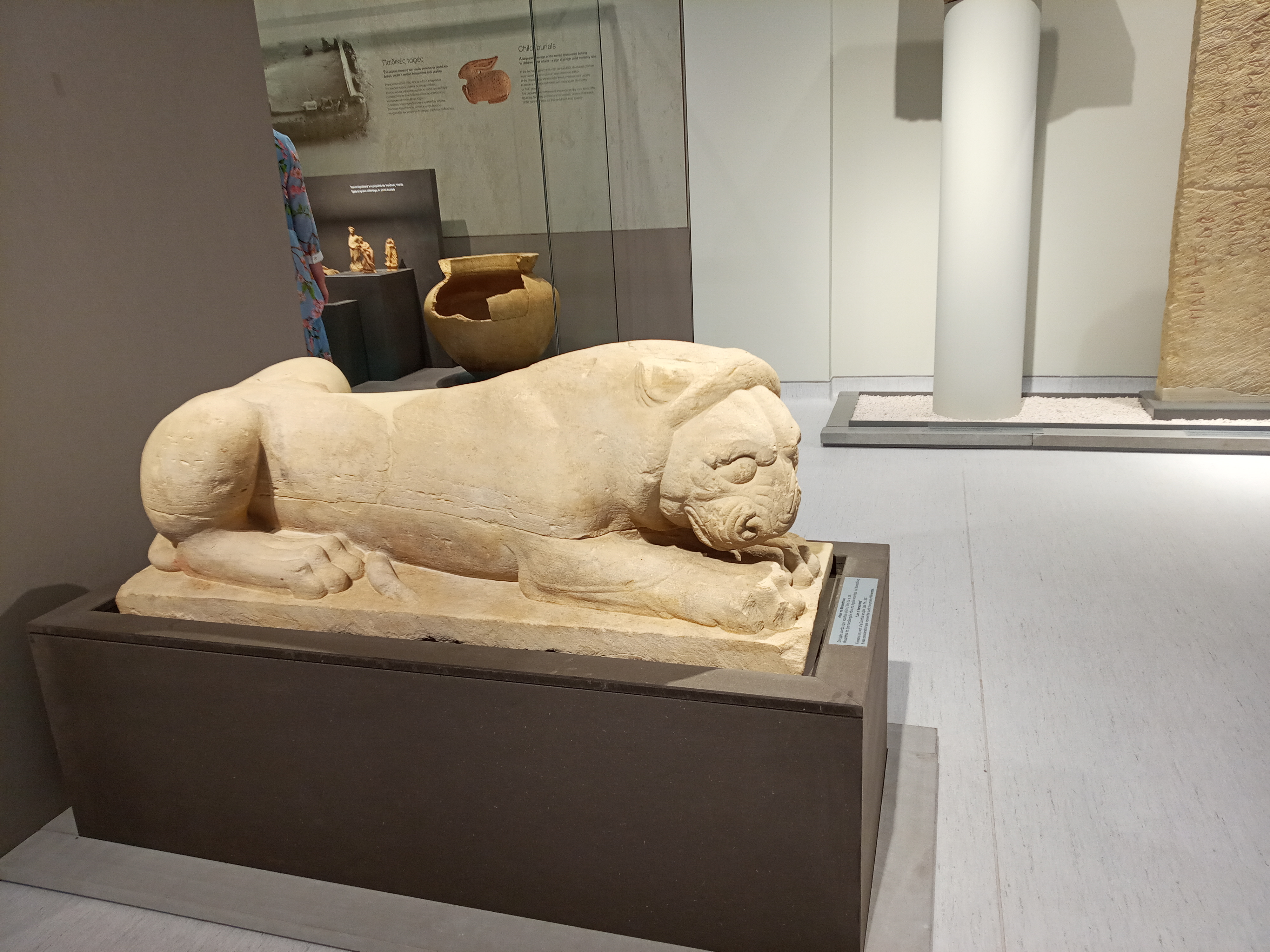
Лев Менекрата в Археологічному музеї Керкіри

Υιού Τλασίαο Μενεκράτους τόδε σάμα Οιανθέως γενεάν τόδε δ 'αυτώ δάμος εποίει- Ης γαρ πρόξενος, δάμου φίλος- αλλ' ενίπόντω Ώλετο · δαμόσιον δε καθίκετο πένθος Οιάνθην. Πραξιμενης δ 'αυτώ ι. ηδ 'απο πατριδος ενθων Συν δαμω τοδε σαμα κασιγνητοιο πονηθη.
Переклад: «Для Менекрата, сина Тласія з Ойантеї, цей [пам'ятник] був побудований людьми [Коркири], тому що він був проксеносом [послом] і другом людей [Коркири], але він загубився в морі. Ойантея впала в публічний траур. Праксимен з цієї причини прийшов зі своєї батьківщини, щоб докласти зусиль, щоб підняти цей пам'ятник своєму братові разом із людьми [Коркири].».

## Лев Менекрата
Вважається, що похоронний лев, знайдений біля могили, належить до кенотафа, хоча існують альтернативні теорії, що скульптура може належати до гробниці Арніада.
Менекрата була знайдена біля гробниці від якої вона і отримала свою назву. Скульптура має ассирійський скульптурний стиль, і вона вважається відмінним зразком скульптури архаїчного періоду. Скульптура датується кінцем сьомого століття до нашої ери і є одним з найдавніших знайдених похоронних левів. Скульптура експонується в Археологічному музеї Керкіри.